# Hercegovac
Hercegovac est un village et une municipalité située dans le comitat de Bjelovar-Bilogora, en Croatie. Au recensement de 2001, la municipalité comptait 2 791 habitants, dont 86,92 % de Croates et 9,60 % de Tchèques ; le village seul comptait 1 267 habitants.

## Localités
La municipalité de Hercegovac compte 5 localités :
- Hercegovac
- Ilovski Klokočevac
- Ladislav
- Palešnik
- Velika Trnava